# Mリーグ
Mリーグ（エムリーグ）は、競技麻雀のチーム対抗戦のナショナルプロリーグ。麻雀のプロスポーツ化を目的とし、2018年（平成30年）7月に発足した。

## 概要

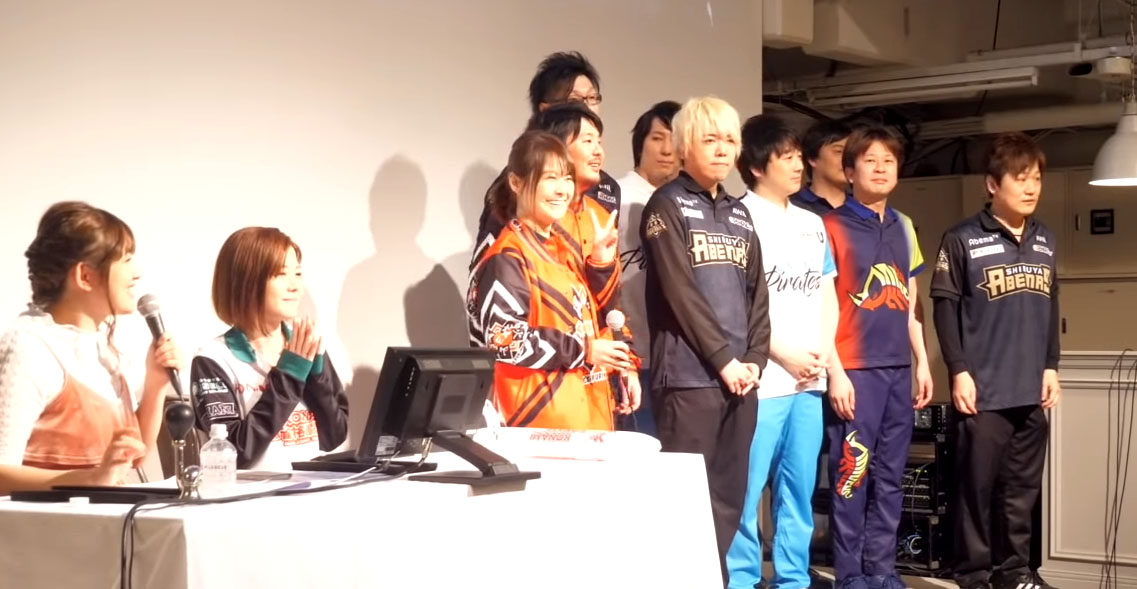
対局のパブリックビューイングに集まった選手たち（2019年）

運営は一般社団法人Mリーグ機構。初代チェアマンにサイバーエージェント社長の藤田晋、最高顧問にJリーグ初代チェアマンの川淵三郎 が就任した。
リーグ参加チームの所属選手に対しては最低年俸として400万円が保証される。
スポンサーが嫌う「不健康」や「賭博」など悪いイメージを払拭するため、賭博行為への関与を固く禁じており、仮に関与が確認された場合は即解雇などの厳罰に処される。
対局は全て東京・港区（日の出駅そば）に新たに設けられる専用スタジオ「Mリーグスタジオ」にて行われ、一部の対局では都内の数ヶ所でパブリックビューイングも行われる（有料）。対局時はチームごとに定められたユニフォームの着用が義務付けられる。
開幕日である2018年10月1日に大和証券グループ本社と3年間のレギュラーシーズンスポンサー契約を締結したこと、名称を「大和証券Mリーグ」として開催することを発表。2019年2月にファイナルシリーズの冠スポンサーとして朝日新聞社とスポンサー契約を結んだことを発表した。
競技ルールはアリアリ（副露した断么九や、副露したり和了を宣言したりした後の役が成立してよいこと）の東南戦で一発・裏ドラあり、萬子・筒子・索子に各1枚ずつ赤牌を入れて行われる。時間短縮を目的として全自動麻雀卓の自動配牌機能を使用する他、審判制度を導入しており、張敏賢、梶本琢程（2019シーズンから）、村田光陽（2022シーズンから）が審判を務めている。一部の悪質な行為を犯した場合はサッカー同様にイエローカードが与えられ、1日で2枚提示された場合はレッドカードに変わり、個人トータルポイントから20ポイントが減算される。
優勝賞金は5000万円。以下、準優勝2000万円、3位1000万円。AbemaTVにおいて全対局の動画配信が行われる。個人戦に関しては三賞制度で争われ、毎年の規定打荘数20試合以上の選手が対象となり、個人の総合スコア、1試合での最多獲得スコア、ラス回避率の各トップの選手がリーグ戦終了後に受賞する。三賞の内、個人総合スコア1位を獲得した選手は、シーズンMVPとして表彰され、優勝シャーレを模したガラス製のメダルが授与され、その他のタイトル獲得者は銀メダルが授与される。
競技人口を増やすため、選手による子供向けの麻雀教室など普及活動も行っており、試合のネット中継と併せて参加人口の増加に繋がっている。
Mリーグ2022-23のシーズンオフからは、そのシーズンのMリーガーに麻雀5団体からの推薦雀士を加えた個人戦のトーナメント・Mトーナメントが開催されている。

## ルール
ここでは主要なルールのみ簡潔に記載する。詳細は公式ホームページを参照。
- 半荘（東南戦）をもって1回戦とする。
- 花牌を抜き5萬・5筒・5索の各1枚を赤牌と入れ替えた136枚を一式とし、試合では二式を使用する。
- 自動配牌機能付きの全自動卓を使用する。
- 審判制を導入する。審判はMリーグ機構が認めた者が務め、競技上の疑義・裁定の最終決定者となる。
- 場決めは、放送開始前に各チームが風牌（東南西北）を引いて決定する。着座位置は風牌ごとに指定。
  - 2020年シーズンと2021年シーズンでは、スケジュール決定時にあらかじめ決められていた。
- 途中流局無し。
- 発声は和了（ロン・ツモ）→ポン・カン→チーの順に優先される。発声が遅れた場合や聞こえなかった場合、同時の場合は審判が裁定する。
- カンは全体で4つまで。搶槓時を除き槓ドラは即表示させる。暗槓に対する搶槓は不可。
- フリテンリーチ、ツモ番なしリーチあり。
- 頭ハネを採用し、ダブロンを認めない。
- 25,000点持ち・30,000点原点とする。ハコ（飛び）無し。流局で終了した時のリーチ棒はトップに加算。
- 順位ウマとオカをまとめて「順位点」として扱い、半荘終了後に素点に加除する
  - 順位点は、1位+50,000点、2位+10,000点、3位▲10,000点、4位▲30,000点（順位ウマ10-30にオカを加えたものに相当）。
  - 同点の場合は順位点を按分する。
- 1,000点を1ポイントとしたポイント制を採用する。
- 切り上げ満貫を採用する。
- 数え役満無し（11飜以上は全て三倍満）。複合役満あり。
- 罰則は、チョンボ・アガリ放棄・イエローカード・レッドカードの4種。
  - 誤ロン・誤ツモで手牌を公開した場合、ノーテンリーチ、リーチ後の不正なカンはチョンボとなり、トータルポイントから▲20ポイントの罰則。局はやり直しとなる。
  - 多牌・少牌・先ヅモ・喰い替え・空行為・錯行為はアガリ放棄となり罰符無し。
  - イエローカードは無発声、2枚以上の見せ牌、度重なる強打や長考などの際、発生した局の終了時に審判より提示される。
  - レッドカードはイエローカードが1日2枚提示された場合に提示され、トータルポイントから▲20ポイントの罰則。
- 責任払い（包）は大三元・大四喜・四槓子に適用。
- 以下のいずれかの上がり役が無ければ和了できない（一翻縛り）。これらにない役を採用しない。
  - 1翻役：門前清自摸和・立直・一発・役牌・平和・断么九・一盃口・海底摸月・河底撈魚・槍槓・嶺上開花
  - 2翻役：ダブル立直・連風牌・対々和・三暗刻・三色同刻・三槓子・小三元・混老頭・三色同順・一気通貫・混全帯么九・七対子
  - 3翻役：二盃口・混一色・純全帯么九
  - 6翻役：清一色
  - 役満：天和・地和・国士無双・四暗刻・大三元・字一色・緑一色・小四喜・大四喜・清老頭・四槓子・九蓮宝燈

### 参加5団体との主な差異
参加5団体のリーグ戦ルールとMリーグルールとの主な差異は以下のようになっている。
| 団体     | オカ | 順位点(オカ込)                                                   | 一発・裏ドラ・槓ドラ | 赤ドラ | 責任払い | 途中流局 |
| -------- | ---- | ---------------------------------------------------------------- | -------------------- | ------ | -------- | -------- |
| Mリーグ  | +20  | +50,+10,▲10,▲30                                                  | あり                 | あり   | あり     | なし     |
| 最高位戦 | なし | +30,+10,▲10,▲30                                                  | あり                 | なし   | なし     | なし     |
| 連盟     | なし | +8,+4,▲4,▲8(2人浮き) +12,▲1,▲3,▲8(1人浮き) +8,+3,+1,▲12(3人浮き) | なし                 | なし   | あり     | なし     |
| 協会     | +20  | +50,+10,▲10,▲30                                                  | あり                 | なし   | なし     | なし     |
| 麻将連合 | なし | +12,+4,▲4,▲12                                                    | なし                 | なし   | あり     | なし     |
| RMU      | なし | +15,+5,▲5,▲15                                                    | あり                 | なし   | なし     | なし     |

## 参加チーム
2025-26シーズンに参加するチームは下記の10チーム（参戦年度→五十音順）。なお、BEAST Xは2023-24シーズンは「BEAST Japanext」として参加した。
いずれのチームも「プロリーグに参戦するチーム」ではあるものの独立した法人格は有さず、特定のオーナー企業の一部門としてチームが存在しており、監督も2024-25シーズンまでは同シーズンまでの2シーズンの間セガサミーフェニックスの監督を務めた近藤誠一を除いてオーナー企業又は関連会社の社員であった。監督がオーナー企業等から就任していることについて、赤坂ドリブンズ監督の越山剛は近代麻雀のニュースサイト「キンマWeb」でのインタビューの中で「Mリーグはオーナーシップが監督を兼任している」ことに言及しており、2023年限りでセガサミーフェニックスの監督を退任する吉野慎一は退任の理由を「会社内での異動に伴う」ものとしている。近藤は2024-25シーズンで退任するものの、2025-26シーズンに向けては二階堂亜樹（EX風林火山）、茅森早香（セガサミーフェニックス）、滝沢和典（KONAMI麻雀格闘倶楽部）がそれぞれ「選手兼任監督」を務めることが発表されており、状況に変化が見られる。
藤田晋は、チーム数を増やしたいがチーム数が増加したJリーグ型にするとファンが選手を覚えられなくなるため、チーム数の変動がほぼ無いプロ野球型を指向している。
| チーム名               | オーナー企業                 | 監督                   | 参戦初年度 |
| ---------------------- | ---------------------------- | ---------------------- | ---------- |
| 赤坂ドリブンズ         | 博報堂DYメディアパートナーズ | 越山剛                 | 2018-19    |
| EX風林火山             | テレビ朝日                   | 二階堂亜樹（選手兼任） | 2018-19    |
| KONAMI麻雀格闘倶楽部   | コナミアミューズメント       | 滝沢和典（選手兼任）   | 2018-19    |
| 渋谷ABEMAS             | サイバーエージェント         | 塚本泰隆               | 2018-19    |
| セガサミーフェニックス | セガサミーグループ           | 茅森早香（選手兼任）   | 2018-19    |
| TEAM RAIDEN/雷電       | 電通                         | 高柳寛哉               | 2018-19    |
| U-NEXT Pirates         | U-NEXT                       | 木下尚                 | 2018-19    |
| KADOKAWAサクラナイツ   | KADOKAWA                     | 森井巧                 | 2019-20    |
| BEAST X                | BS10                         | 高橋暁                 | 2023-24    |
| EARTH JETS             | アース製薬                   | 川村芳範               | 2025-26    |

## Mリーガー
各チームに加入しMリーグに参戦する選手（雀士）を「Mリーガー」と呼ぶ。2023-24シーズン以降、「1チーム4名構成」「男女混合」がルール化されている。
各チームは新たな選手を獲得する際に、シーズン開幕前にMリーグ機構が主催する「ドラフト会議」での指名（独占交渉権獲得）を経て入団交渉を行い正式契約を行う必要がある。Mリーグ機構は「Mリーグに参加する団体」として次の5つのプロ団体を挙げており、ドラフト会議での指名対象者を「5つのプロ団体に所属しているプロ雀士」と明記している。
- 最高位戦日本プロ麻雀協会（最高位戦）
- 日本プロ麻雀連盟（連盟）
- 日本プロ麻雀協会（協会）
- 麻将連合
- RMU

ドラフト指名に当たってプロ団体への所属以外の経歴は問わず、実際にプロ団体加入からすぐにMリーグドラフトで指名されたプロ将棋棋士の鈴木大介や、医師の渡辺太のような例も存在する。
上述の通り、Mリーガーはドラフト会議指名（独占交渉権獲得）後の入団交渉を経て正式加入確定となるが、2019年以降のドラフト会議がウェーバー方式となり重複指名が行われず、かつドラフト指名後に加入を拒否した事例がないことから、ドラフト会議の結果をもって「Mリーガー誕生」と報じるメディアも少なくない。
下記は2025年7月4日に2025-26シーズンの契約合意が発表された選手。
| チーム                 | 選手                 | 選手                   | 選手                 | 選手                 |
| ---------------------- | -------------------- | ---------------------- | -------------------- | -------------------- |
| EARTH JETS             | 石井一馬（最高位戦） | 三浦智博（連盟）       | 逢川恵夢（協会）     | HIRO柴田（連盟）     |
| 赤坂ドリブンズ         | 園田賢（最高位戦）   | 鈴木たろう（最高位戦） | 浅見真紀（最高位戦） | 渡辺太（最高位戦）   |
| EX風林火山             | 二階堂亜樹（連盟）   | 勝又健志（連盟）       | 永井孝典（最高位戦） | 内川幸太郎（連盟）   |
| KADOKAWAサクラナイツ   | 岡田紗佳（連盟）     | 堀慎吾（協会）         | 渋川難波（協会）     | 阿久津翔太（連盟）   |
| KONAMI麻雀格闘倶楽部   | 佐々木寿人（連盟）   | 高宮まり（連盟）       | 伊達朱里紗（連盟）   | 滝沢和典（連盟）     |
| 渋谷ABEMAS             | 多井隆晴（RMU）      | 白鳥翔（連盟）         | 松本吉弘（協会）     | 日向藍子（最高位戦） |
| セガサミーフェニックス | 茅森早香（最高位戦） | 醍醐大（最高位戦）     | 竹内元太（最高位戦） | 浅井堂岐（協会）     |
| TEAM RAIDEN/雷電       | 萩原聖人（連盟）     | 瀬戸熊直樹（連盟）     | 黒沢咲（連盟）       | 本田朋広（連盟）     |
| BEAST X                | 鈴木大介（連盟）     | 中田花奈（連盟）       | 下石戟（協会）       | 東城りお（連盟）     |
| U-NEXT Pirates         | 小林剛（麻将連合）   | 瑞原明奈（最高位戦）   | 鈴木優（最高位戦）   | 仲林圭（協会）       |

### かつてのMリーガー
- 前原雄大（連盟 / KONAMI麻雀格闘倶楽部）：2018-2021
- 藤崎智（連盟 / KONAMI麻雀格闘倶楽部）：2019-2021
- 和久津晶（連盟 / セガサミーフェニックス）：2019-2021
- 朝倉康心（最高位戦 / U-NEXT Pirates）：2018-2022
- 石橋伸洋（最高位戦 / U-NEXT Pirates）：2018-2022
- 沢崎誠（連盟 / KADOKAWAサクラナイツ）：2019-2022
- 近藤誠一（最高位戦 / セガサミーフェニックス）：2018-2023
- 村上淳（最高位戦 / 赤坂ドリブンズ）：2018-2023
- 丸山奏子（最高位戦 / 赤坂ドリブンズ）：2019-2023
- 魚谷侑未（連盟 / セガサミーフェニックス）：2018-2024
- 松ヶ瀬隆弥（RMU / EX風林火山）：2021-2025
- 二階堂瑠美（連盟 / EX風林火山）：2021-2025
- 猿川真寿（連盟 / BEAST X）：2023-2025
- 菅原千瑛（連盟 / BEAST X）：2023-2025

### チーム編成について
チーム編成に関して、特定の傾向を持つチームも存在する。
- 赤坂ドリブンズ：選手・監督全員が最高位戦所属（鈴木たろうは加入後に最高位戦に移籍）であるが、監督の越山剛は選手選考に当たって「基本的には所属団体や年齢で縛りを設けることはしていない」としつつ、チームとしての情報収集の過程で、どうしても最高位戦や（鈴木たろうの所属していた）協会の選手が多くなるところはあると述べている[17]。
- KONAMI麻雀格闘倶楽部：連盟が同名のゲームと提携していることもあり、2021年のドラフトでは連盟所属の雀士の指名を優先的に検討し、他団体の選手の指名は考えていないことを公言している[22][23]。
- 渋谷ABEMAS：唯一メンバーの所属団体がすべて異なる。2019年のドラフトで最高位戦所属の日向藍子を指名した際に、当時ABEMAS監督だった藤田晋は、日向の所属団体が既存3選手と重複しないことを指名理由の1つとして挙げている[24]。
- TEAM RAIDEN/雷電：選手・監督全員が連盟所属であるが、監督の高柳寛哉は2021年のドラフト前のインタビューで、指名選手が必ずしも連盟に限定されるわけではないとした上で、既存選手との関係性を重視することを述べている[25]。
- U-NEXT Pirates：チーム立ち上げに当たって「デジタル」の雀風を重視して歴代の天鳳名人位の中から選考しており、所属団体を区別することはしていない[26]。

なお、Mリーグチーム（のオーナー企業）が特定の麻雀プロ団体と関係を築いているとの指摘が見られるが、日本プロ麻雀連盟の理事・広報部長である黒木真生は、例として2021年のドラフトでは新規採用者5名のうち連盟所属者が4名であった一方、2020-21シーズン後に契約満了となった3名全員が連盟所属であり、増減で言えば連盟と非連盟が1増ずつであることを指摘した上で、「連盟が企業に圧力をかけ」た結果ではなく、プロ団体にそのような力はないとしている。

## 歴史

### 2018-19シーズン
2018年8月7日開催のドラフト会議において、既存の5団体（日本プロ麻雀連盟・最高位戦日本プロ麻雀協会・日本プロ麻雀協会・麻将連合・RMU）に所属するプロの中から各チームが指名し、7チーム、各3名、計21名のMリーガーが誕生した。同年10月に開幕し、各チーム80半荘のリーグ戦を行った結果、EX風林火山、渋谷ABEMAS、KONAMI麻雀格闘倶楽部、赤坂ドリブンズがファイナルシリーズに進出した。ファイナルシリーズでは24半荘行い、2019年3月、赤坂ドリブンズの優勝で初年度の幕を閉じた。

#### Mリーグ駅伝
2019年7月6日から3日間に渡って放送された麻雀駅伝のMリーグ版。初日に通常のMリーグルールで各チーム4回戦ずつ行い、2日目は赤ドラあり三麻を各チーム6回戦ずつ行う。最終日はMリーグルールだが順位点等が倍のルールで各チーム3回戦ずつ行った後、上位4チームが得点を持ちこして1回戦勝負を行う。2018年シーズンの全7チームに加えて藤田晋チェアマンが率いる特別チームが参戦し、その特別チームが優勝した。

### 2019-20シーズン
新チーム・KADOKAWAサクラナイツが加盟し、各チームの所属選手数の上限を4人（下限3人）に拡大し、男女混合が義務付けられた。この変更に伴い、前年シーズン成績に基づくウェーバー制によるドラフト会議を2019年7月9日に開催され、8名の選手が指名され、8チーム29選手で新シーズン開幕を迎えた。同年9月30日に開幕し、2020年4月に終了予定であったが、新型コロナウイルス感染症の流行に伴う緊急事態宣言発令によりファイナルシリーズを延期し、2020年7月に終了した。
レギュラーシーズンは1チームにつき10試合追加されて90試合で行われ、このシーズンから導入された上位6チームでのセミファイナル（同16試合）を経て、上位4チームで行われるファイナルシリーズ（同12試合）が開催された。レギュラーシーズンを6位、セミファイナルを4位のボーダーラインギリギリで通過したU-NEXT Piratesが逆転で優勝した。

### 2020-21シーズン
このシーズンから起算して2年連続ファイナル進出できなかったチームにチーム編成改変を義務付けるルールが新設された他、ユニフォームサプライヤーとしてミズノが制作した公式ユニフォームが登場した。ドラフト会議は2020年7月27日に開催され、KADOKAWAサクラナイツが1名の選手を指名。8チーム30人でシーズン開幕を迎えた。2020年10月5日に開幕。前年と同じく､1チームにつき､レギュラーシーズン90試合､上位6チームによるセミファイナルシリーズ16試合､上位4チームによるファイナルシリーズ12試合が行われ､セミファイナル4位で通過したEX風林火山が逆転優勝を果たした｡

### 2021-22シーズン
シーズンオフ中に4名の選手が契約を満了し、自由契約となった。前年度から導入のチーム編成改変ルールは「閉幕時に同一の選手構成且つ2シーズン連続でファイナルシリーズに進出できなかった場合」と補足がついた。ドラフト会議は2021年8月21日に開催され、セガサミーフェニックスとTEAM RAIDEN/雷電が1名、KONAMI麻雀格闘俱楽部とEX風林火山が2名の選手を指名。KADOKAWAサクラナイツが初優勝し、2年連続ファイナルシリーズ進出ができなかったU-NEXT Piratesがチーム編成改変ルール適用の第1号となった。

### 2022-23シーズン
シーズンオフ中に3名の選手が契約を満了し、自由契約となった。前シーズンまで3人以上4人以下のチーム編成だったが、このシーズンから4人のチーム編成が義務化された。ドラフト会議は2022年7月11日に開催され、U-NEXT Piratesが2名、KADOKAWAサクラナイツが1名の選手を指名。
試合数が増加され、1チームにつきレギュラーシーズンは4試合追加されて94試合、セミファイナルは同じく4試合追加されて20試合、ファイナルシリーズも4試合追加されて16試合を開催。渋谷ABEMASが初優勝し、2年連続ファイナルシリーズ進出ができなかった赤坂ドリブンズがチーム編成改変ルール適用となった。
シーズン終了後の企画として、Mトーナメント2023が開催された。

### 2023-24シーズン
新チーム・BEAST Japanextが加盟。これによりレギュラーシーズン敗退チームが2チームから3チームに増えた。チーム編成改変ルールは「同一構成で2年連続セミファイナル不進出だった場合」に変更された。シーズンオフ中に3名の選手が契約を満了し、近藤誠一はセガサミーフェニックスの新監督に就任、他2名は自由契約となった。ドラフト会議は2023年6月30日に開催され、BEAST Japanextが4名、赤坂ドリブンズが2名、セガサミーフェニックスが1名の選手を指名。
レギュラーシーズンの試合数が増加され、1チームにつき2試合追加されて96試合を開催。開幕日は前年までより約半月早い9月18日となった。レギュラーシーズンにおいて実現しない対戦チームの組み合わせが生じると共に、これまで全チームが毎週4試合（2日出場）を戦ってきたものが、2チームは2試合（1日）のみの出場となった。レギュラーシーズン・セミファイナルシリーズを共に1位で通過したU-NEXT Piratesがファイナルシリーズも制し、4年ぶり2回目の優勝を果たした。
シーズン終了後の企画として、Mトーナメント2024が開催された。

### 2024-25シーズン
シーズンオフ中に2名の選手が契約を満了し、自由契約となった。ドラフト会議は2024年6月28日に開催され、セガサミーフェニックスが2名の選手を指名。
8月23日、BEAST Japanextは、チーム名を今シーズンより「BEAST X」に変更することを発表した。
各個人賞の賞金額について明確にされたほか、チーム表彰についてはこれまでの年間総合上位3チームに加え、新たに「レギュラーシーズン1位」のチームにも300万円が授与される。
レギュラーシーズンは赤坂ドリブンズが1位となり、前述の賞金300万円を獲得。続くセミファイナルシリーズも同チームが制したが、ファイナルシリーズは赤坂ドリブンズ・セガサミーフェニックス・U-NEXT Piratesの3チームによる三つ巴の接戦となり、これを制したセガサミーフェニックスが初優勝を果たした。一方で、2シーズン連続でレギュラーシーズン敗退となったBEAST Xがチーム編成改変ルール適用となった。
シーズン終了後の企画として、Mトーナメント2025が開催されている。

### 2025-26シーズン
新チーム・EARTH JETSが加盟。これによりレギュラーシーズン敗退チームが3チームから4チームに増えた。チーム編成改変ルールは変更なし。シーズンオフ中に5名の選手が契約を満了し、自由契約となった。ドラフト会議は2025年6月30日に開催され、EARTH JETSが4名、BEAST Xが2名、EX風林火山が2名、KADOKAWAサクラナイツが1名の選手を指名。
優勝賞金を5000万円から7000万円に増額し（2位及び3位の賞金は据え置き）、4位のチームにも賞金500万円が授与されることで、ファイナル進出チームへの賞金総額が1億500万円となる。個人賞は「最多トップ賞」を新設（賞金100万円）。また、個人トップ賞（シーズンMVP）、最高スコア賞、4着回避率賞への賞金が前年の2倍となる。
試合数が増加され、1チームにつきレギュラーシーズンは24試合追加されて120試合となる。従来の「月・火・木・金開催」のスケジュール及び開催日数を維持する目的で、2025年9月25日から2026年2月20日までの木・金曜日には「2卓同時開催」が導入される。

## Mトーナメント
2022-23シーズンオフからは、その年のMリーガーに麻雀5団体からの推薦雀士を加えた個人戦のトーナメント・Mトーナメントを開催している。
| 年   | 決勝卓   | 決勝卓     | 決勝卓     | 決勝卓     | 参加雀士数 | 参加雀士数 | 参加雀士数 |
| 年   | 優勝     | 2位        | 3位        | 4位        | 総数       | M          | 推薦       |
| ---- | -------- | ---------- | ---------- | ---------- | ---------- | ---------- | ---------- |
| 2023 | 渋川難波 | 二階堂瑠美 | 石立岳大   | 坂本大志   | 52名       | 32名       | 20名       |
| 2024 | 小林剛   | 本田朋広   | 杉浦勘介   | 松ヶ瀬隆弥 | 60名       | 36名       | 24名       |
| 2025 | 堀慎吾   | 伊達朱里紗 | 佐々木寿人 | 小林剛     | 60名       | 36名       | 24名       |

## スポンサー
2024-25シーズン

### リーグスポンサー
- 大和証券グループ（レギュラーシーズン冠スポンサー）
- 朝日新聞社（セミファイナルシリーズ・ファイナルシリーズ冠スポンサー）

### トップスポンサー
- Y.U-mobile[注釈 8]（2022-23シーズン - ）
- menu[注釈 9]（2024年3月[48] - ）
- ソニー損害保険（2024-25シーズン - 、それ以前からオリジナルCMを出稿）
- サントリー食品インターナショナル（2024-25シーズン - ）
- WinTicket[注釈 10]（2024-25シーズン - ）

### レギュラースポンサー
- トレンダーズ（2020-21シーズン - ）
- ローソンエンタテインメント（2020-21シーズン - ）
- 丸善ジュンク堂書店（2022-23シーズン - ）
- ventus（2024-25シーズン - ）

### オフィシャルサプライヤー
- ミズノ（試合用ユニフォームの提供、2020-21シーズン - ）
- 大洋技研（試合用麻雀卓・麻雀牌の提供、2020-21シーズン - ）

#### 過去のスポンサー
- UT・キャリア[49]（2019-20/2020-21シーズン）
- ジェイリース[49]（2019-20シーズン）
- イー・ガーディアン[49]（2019-20シーズン）
- アペックスライン[50]（2020-21シーズン）
- 日清食品（2021-22～2023-24シーズン）
- データX（2021-22～2023-24シーズン）
- ニューラルグループ（2021-22～2023-24シーズン）

## Mリーグスタジオ
Mリーグ公式戦全試合を行う港区浜松町に所在する専用スタジオ。広さは約170平方メートル。対局フロアであるスタジオは日本初となる英国Mo-sys社のリアルタイムカメラトラッキングシステム「StarTracker」を常設しており、カメラの動きとAR技術を連動させ、さまざまな映像効果を生配信で提供できる。通常床面に付けるトラッキングマーカーは天井に付けられている。
スタジオに隣接して副調整室が設けられ、AR/RCG送出コントロール画面は、専用のコントロールソフトをテレビ朝日クリエイトおよび、テレビ朝日コーポレートデザインセンターが制作。9台のリモートカメラ、固定の天井カメラ、動的なクレーンカメラを合わせスポーツ中継同様の演出が可能となっている。
対局フロアの上階に4部屋の選手専用のロッカールーム、実況席、審判席、メイクルームを備える。
Mリーグの公式戦以外に、以下の大会の開催実績がある。
- 新春オールスター麻雀大会（2019年1月2 - 3日/2020年1月2 - 3日）
- Mリーグ駅伝（2019年7月6日・20日、8月10日）
- オールスターリーグ
  - 2019Summer（2019年7月 - 9月）
  - 2020Spring決勝戦・5〜8位決定戦（2020年7月13日[注釈 11]）
- 麻雀最強戦 Mリーグスペシャルマッチ（2022年6月6日、2023年5月28日、2024年5月19日）
- プロ野球 新春麻雀交流戦（2024年1月1 - 2日、2025年1月2 - 3日）

## チーム成績

### レギュラーシーズン
| 2018-19 | 風林火山           | ABEMAS             | 麻雀格闘倶楽部     | ドリブンズ         | Pirates            | フェニックス       | 雷電                   |                        |                        |
|         | セミファイナル進出 | セミファイナル進出 | セミファイナル進出 | セミファイナル進出 | セミファイナル進出 | セミファイナル進出 | レギュラーシーズン敗退 | レギュラーシーズン敗退 |                        |
| 年度    | 1位                | 2位                | 3位                | 4位                | 5位                | 6位                | 7位                    | 8位                    |                        |
| 2019-20 | フェニックス       | ABEMAS             | 麻雀格闘倶楽部     | サクラナイツ       | 雷電               | Pirates            | ドリブンズ             | 風林火山               |                        |
| 2020-21 | ABEMAS             | サクラナイツ       | ドリブンズ         | 風林火山           | 麻雀格闘倶楽部     | 雷電               | Pirates                | フェニックス           |                        |
| 2021-22 | Pirates            | ABEMAS             | 麻雀格闘倶楽部     | 風林火山           | フェニックス       | サクラナイツ       | ドリブンズ             | 雷電                   |                        |
| 2022-23 | 麻雀格闘倶楽部     | 風林火山           | ABEMAS             | サクラナイツ       | 雷電               | Pirates            | ドリブンズ             | フェニックス           |                        |
|         | セミファイナル進出 | セミファイナル進出 | セミファイナル進出 | セミファイナル進出 | セミファイナル進出 | セミファイナル進出 | レギュラーシーズン敗退 | レギュラーシーズン敗退 | レギュラーシーズン敗退 |
| 年度    | 1位                | 2位                | 3位                | 4位                | 5位                | 6位                | 7位                    | 8位                    | 9位                    |
| 2023-24 | Pirates            | ドリブンズ         | サクラナイツ       | 麻雀格闘倶楽部     | 風林火山           | ABEMAS             | BEAST                  | 雷電                   | フェニックス           |
| 2024-25 | ドリブンズ         | Pirates            | フェニックス       | 雷電               | 麻雀格闘倶楽部     | ABEMAS             | サクラナイツ           | 風林火山               | BEAST                  |

| チーム                 | 半荘 | Pt      | 平均 | 最高点  | 1着率 | 連対率 | 回避率 | 平着 | 1着 | 1.5 | 2着 | 2.5 | 3着 | 3.5 | 4着 |
| ---------------------- | ---- | ------- | ---- | ------- | ----- | ------ | ------ | ---- | --- | --- | --- | --- | --- | --- | --- |
| 渋谷ABEMAS             | 636  | 1268.9  | 2.0  | 80,200  | 25.3% | 52.7%  | 78.3%  | 2.44 | 161 | 0   | 174 | 0   | 163 | 0   | 138 |
| KONAMI麻雀格闘倶楽部   | 636  | 1161.8  | 1.8  | 105,500 | 26.6% | 50.5%  | 76.1%  | 2.47 | 169 | 0   | 152 | 2   | 161 | 0   | 152 |
| U-NEXT Pirates         | 636  | 1118.8  | 1.8  | 102,400 | 24.5% | 52.7%  | 79.6%  | 2.43 | 156 | 2   | 177 | 2   | 168 | 1   | 130 |
| KADOKAWAサクラナイツ   | 556  | 514.5   | 0.9  | 92,900  | 27.2% | 50.4%  | 74.1%  | 2.48 | 151 | 2   | 127 | 1   | 127 | 4   | 144 |
| 赤坂ドリブンズ         | 636  | 394.5   | 0.6  | 112,800 | 26.6% | 50.3%  | 74.7%  | 2.48 | 169 | 0   | 151 | 1   | 153 | 1   | 161 |
| EX風林火山             | 636  | ▲298.6  | ▲0.5 | 79,600  | 23.4% | 49.8%  | 74.7%  | 2.52 | 149 | 0   | 168 | 1   | 156 | 1   | 161 |
| セガサミーフェニックス | 636  | ▲746.8  | ▲1.2 | 94,400  | 24.8% | 48.9%  | 73.0%  | 2.53 | 158 | 0   | 153 | 3   | 148 | 2   | 172 |
| BEAST X                | 192  | ▲1522.3 | ▲7.9 | 91,300  | 21.9% | 38.5%  | 67.2%  | 2.72 | 42  | 0   | 32  | 1   | 54  | 0   | 63  |
| TEAM RAIDEN/雷電       | 636  | ▲1970.8 | ▲3.1 | 112,700 | 22.3% | 47.3%  | 72.6%  | 2.58 | 142 | 2   | 157 | 1   | 159 | 1   | 174 |

### セミファイナル
|         | ファイナル進出 | ファイナル進出 | ファイナル進出 | ファイナル進出 | ファイナル進出 | ファイナル進出 | ファイナル進出 | ファイナル進出 | セミファイナル敗退 | セミファイナル敗退 | セミファイナル敗退 | セミファイナル敗退 |
| 年度    | 1位            | Pt             | 2位            | Pt             | 3位            | Pt             | 4位            | Pt             | 5位                | Pt                 | 6位                | Pt                 |
| ------- | -------------- | -------------- | -------------- | -------------- | -------------- | -------------- | -------------- | -------------- | ------------------ | ------------------ | ------------------ | ------------------ |
| 2019-20 | サクラナイツ   | 284.7          | フェニックス   | 172.0          | ABEMAS         | 64.0           | Pirates        | -3.5           | 麻雀格闘倶楽部     | -65.0              | 雷電               | -86.8              |
| 2020-21 | ABEMAS         | 536.9          | サクラナイツ   | 294.5          | ドリブンズ     | 26.6           | 風林火山       | -82.9          | 麻雀格闘倶楽部     | -98.3              | 雷電               | -346.1             |
| 2021-22 | サクラナイツ   | 248.5          | 麻雀格闘倶楽部 | 184.9          | ABEMAS         | 123.9          | フェニックス   | 120.2          | 風林火山           | 68.1               | Pirates            | 4.4                |
| 2022-23 | 風林火山       | 290.4          | ABEMAS         | 266.6          | 雷電           | 173.8          | 麻雀格闘倶楽部 | 172.8          | Pirates            | 16.9               | サクラナイツ       | -376.0             |
| 2023-24 | Pirates        | 549.2          | 風林火山       | 512.2          | サクラナイツ   | 86.8           | ドリブンズ     | 37.8           | ABEMAS             | -162.7             | 麻雀格闘俱楽部     | -279.0             |
| 2024-25 | ドリブンズ     | 714.8          | Pirates        | 626.7          | フェニックス   | 512.9          | 雷電           | -9.9           | 麻雀格闘俱楽部     | -84.5              | ABEMAS             | -625.5             |

### ファイナルシリーズ
| 年度    | 1位          | Pt    | 2位            | Pt    | 3位          | Pt     | 4位            | Pt     |
| ------- | ------------ | ----- | -------------- | ----- | ------------ | ------ | -------------- | ------ |
| 2018-19 | ドリブンズ   | 594.5 | 風林火山       | 83.0  | ABEMAS       | -147.0 | 麻雀格闘倶楽部 | -282.0 |
| 2019-20 | Pirates      | 244.7 | フェニックス   | 185.1 | ABEMAS       | 78.0   | サクラナイツ   | -249.1 |
| 2020-21 | 風林火山     | 242.3 | サクラナイツ   | 103.4 | ABEMAS       | 101.7  | ドリブンズ     | -59.7  |
| 2021-22 | サクラナイツ | 202.0 | フェニックス   | 141.6 | ABEMAS       | 54.2   | 麻雀格闘倶楽部 | -58.9  |
| 2022-23 | ABEMAS       | 495.4 | 麻雀格闘倶楽部 | 204.6 | 雷電         | -97.8  | 風林火山       | -150.4 |
| 2023-24 | Pirates      | 555.1 | ドリブンズ     | 184.3 | サクラナイツ | -42.1  | 風林火山       | -104.3 |
| 2024-25 | フェニックス | 354.4 | Pirates        | 288.6 | ドリブンズ   | 282.9  | 雷電           | -3.5   |

## 個人タイトル
- 個人スコアトップの選手がMVPとして表彰される。
- 初年度は、MVP、平均打点、4着回避率の3部門で表彰していたが、2年目から平均打点部門が廃止され、1半荘の最高スコアが表彰対象となった。
- 初年度の4着回避率は小数点以下3桁目を四捨五入していたが、2年目からは小数点以下5桁目を四捨五入するようになった。

| 年度    | MVP（個人スコア） | MVP（個人スコア） | MVP（個人スコア） | 平均打点   | 平均打点       | 平均打点   | 4着回避率  | 4着回避率      | 4着回避率 |
| 年度    | 選手              | チーム            | Pt                | 選手       | チーム         | 打点       | 選手       | チーム         | 率        |
| ------- | ----------------- | ----------------- | ----------------- | ---------- | -------------- | ---------- | ---------- | -------------- | --------- |
| 2018-19 | 多井隆晴          | ABEMAS            | 476.3             | 茅森早香   | フェニックス   | 7873       | 滝沢和典   | 風林火山       | 0.90      |
| 年度    | MVP（個人スコア） | MVP（個人スコア） | MVP（個人スコア） | 最高スコア | 最高スコア     | 最高スコア | 4着回避率  | 4着回避率      | 4着回避率 |
| 年度    | 選手              | チーム            | Pt                | 選手       | チーム         | 点数       | 選手       | チーム         | 率        |
| 2019-20 | 魚谷侑未          | フェニックス      | 451.4             | 魚谷侑未   | フェニックス   | 94,400     | 近藤誠一   | フェニックス   | 0.9545    |
| 2020-21 | 佐々木寿人        | 麻雀格闘倶楽部    | 494.1             | 佐々木寿人 | 麻雀格闘倶楽部 | 94,000     | 小林剛     | Pirates        | 0.9677    |
| 2021-22 | 瑞原明奈          | Pirates           | 440.6             | 伊達朱里紗 | 麻雀格闘倶楽部 | 105,500    | 多井隆晴   | ABEMAS         | 0.9600    |
| 2022-23 | 伊達朱里紗        | 麻雀格闘倶楽部    | 320.2             | 黒沢咲     | 雷電           | 112,700    | 勝又健志   | 風林火山       | 0.9130    |
| 2023-24 | 鈴木優            | Pirates           | 437.7             | 鈴木たろう | ドリブンズ     | 112,800    | 伊達朱里紗 | 麻雀格闘倶楽部 | 0.9000    |
| 2024-25 | 醍醐大            | フェニックス      | 438.6             | 鈴木大介   | BEAST          | 91,300     | 日向藍子   | ABEMAS         | 0.9500    |

## 記録
※2024-25レギュラーシーズン終了時点
|              | 選手       | チーム         | 記録          | シーズン |
| ------------ | ---------- | -------------- | ------------- | -------- |
| 個人スコア   | 佐々木寿人 | 麻雀格闘倶楽部 | 494.1         | 2020-21  |
| 平均スコア   | 瑞原明奈   | Pirates        | 21.0          | 2021-22  |
| 最多半荘     | 沢崎誠     | サクラナイツ   | 41            | 2019-20  |
| 1着回数      | 佐々木寿人 | 麻雀格闘倶楽部 | 13            | 2020-21  |
| 1着回数      | 本田朋広   | 雷電           | 13            | 2022-23  |
| 1着回数      | 白鳥翔     | ABEMAS         | 13            | 2024-25  |
| 平均着順     | 瑞原明奈   | Pirates        | 1.90          | 2021-22  |
| トップ率     | 本田朋広   | 雷電           | 46.43%(13/28) | 2022-23  |
| 連対率       | 瑞原明奈   | Pirates        | 85.71%(19/21) | 2021-22  |
| 4着回避率    | 小林剛     | Pirates        | 96.77%(30/31) | 2020-21  |
| チームスコア | 園田賢     | ドリブンズ     | 1115.5        | 2024-25  |
| チームスコア | 鈴木たろう | ドリブンズ     | 1115.5        | 2024-25  |
| チームスコア | 浅見真紀   | ドリブンズ     | 1115.5        | 2024-25  |
| チームスコア | 渡辺太     | ドリブンズ     | 1115.5        | 2024-25  |

|               | 選手       | チーム       | 記録              | 試合                 | シリーズ       |
| ------------- | ---------- | ------------ | ----------------- | -------------------- | -------------- |
| 最高スコア    | 鈴木たろう | ドリブンズ   | 112,800（132.8）  | 2024年2月26日第2試合 | レギュラー     |
| 最低スコア    | 内川幸太郎 | サクラナイツ | ▲54,500（▲114.5） | 2023年4月27日第2試合 | セミファイナル |
| 1着最低スコア | 鈴木優     | Pirates      | 25,600（45.6）    | 2024年5月17日第1試合 | ファイナル     |
| 4着最高スコア | 鈴木たろう | ドリブンズ   | 24,000（▲36.0）   | 2024年5月17日第1試合 | ファイナル     |

|          | 選手       | チーム         | 記録    | 和了 | 局                             | シリーズ       |
| -------- | ---------- | -------------- | ------- | ---- | ------------------------------ | -------------- |
| 最高翻数 | 佐々木寿人 | 麻雀格闘倶楽部 | 13翻    | 自摸 | 2021年2月18日第2試合東2局      | レギュラー     |
| 得点     | 前原雄大   | 麻雀格闘倶楽部 | 48,300  | 栄和 | 2019年3月10日第1試合南1局1本場 | ファイナル     |
| 得点     | 堀慎吾     | サクラナイツ   | 48,300  | 自摸 | 2021年1月2日第1試合東4局1本場  | レギュラー     |
| 得点     | 佐々木寿人 | 麻雀格闘倶楽部 | 48,300  | 自摸 | 2022年3月22日第1試合南1局1本場 | セミファイナル |
| 失点     | 多井隆晴   | ABEMAS         | ▲48,300 | 栄和 | 2019年3月10日第1試合南1局1本場 | ファイナル     |

## 役満
これまでMリーグ公式戦で出た役満は国士無双・大三元・四暗刻の3種のみ。ただし、小四喜・清老頭・緑一色、字一色は聴牌までたどり着いたことがある。

### Mリーグ
| シーズン | #  | 通算半荘 | シリーズ       | 回/全   | 日付       | 曜 | 回    | 局         | 役             | 東家       | 南家       | 西家       | 北家       |
| -------- | -- | -------- | -------------- | ------- | ---------- | -- | ----- | ---------- | -------------- | ---------- | ---------- | ---------- | ---------- |
| 2018-19  | 1  | #31      | レギュラー     | 31/140  | 2018/10/26 | 金 | 第1戦 | 南1局1本場 | 国士無双       | 魚谷侑未   | 佐々木寿人 | 松本吉弘   | 村上淳     |
| 2018-19  | 2  | #134     | レギュラー     | 134/140 | 2019/2/7   | 木 | 第2戦 | 東4局      | 大三元         | 佐々木寿人 | 茅森早香   | 滝沢和典   | 園田賢     |
| 2018-19  | 3  | #150     | ファイナル     | 10/24   | 2019/3/10  | 日 | 第1戦 | 南1局1本場 | 大三元         | 前原雄大   | 多井隆晴   | 園田賢     | 二階堂亜樹 |
| 2019-20  | 4  | #179     | レギュラー     | 15/180  | 2019/10/11 | 金 | 第1戦 | 東4局      | 大三元         | 内川幸太郎 | 近藤誠一   | 瀬戸熊直樹 | 藤崎智     |
| 2019-20  | 5  | #198     | レギュラー     | 34/180  | 2019/10/26 | 土 | 第2戦 | 東4局2本場 | 四暗刻         | 勝又健志   | 鈴木たろう | 茅森早香   | 瀬戸熊直樹 |
| 2019-20  | 6  | #221     | レギュラー     | 57/180  | 2019/11/14 | 木 | 第1戦 | 南1局2本場 | 四暗刻         | 丸山奏子   | 沢崎誠     | 前原雄大   | 魚谷侑未   |
| 2019-20  | 7  | #255     | レギュラー     | 91/180  | 2019/12/12 | 木 | 第1戦 | 南3局1本場 | 四暗刻（単騎） | 小林剛     | 白鳥翔     | 勝又健志   | 佐々木寿人 |
| 2019-20  | 8  | #330     | レギュラー     | 166/180 | 2020/2/25  | 火 | 第2戦 | 南4局2本場 | 四暗刻（単騎） | 勝又健志   | 黒沢咲     | 村上淳     | 内川幸太郎 |
| 2019-20  | 9  | #331     | レギュラー     | 167/180 | 2020/2/27  | 木 | 第1戦 | 東1局      | 国士無双       | 石橋伸洋   | 魚谷侑未   | 松本吉弘   | 前原雄大   |
| 2019-20  | 10 | #338     | レギュラー     | 174/180 | 2020/3/3   | 火 | 第2戦 | 南3局1本場 | 四暗刻         | 園田賢     | 魚谷侑未   | 小林剛     | 多井隆晴   |
| 2019-20  | 11 | #373     | ファイナル     | 5/12    | 2020/6/18  | 木 | 第1戦 | 南1局      | 大三元         | 朝倉康心   | 近藤誠一   | 多井隆晴   | 岡田紗佳   |
| 2020-21  | 12 | #429     | レギュラー     | 49/180  | 2020/11/16 | 月 | 第1戦 | 東2局      | 四暗刻         | 松本吉弘   | 佐々木寿人 | 二階堂亜樹 | 近藤誠一   |
| 2020-21  | 13 | #477     | レギュラー     | 97/180  | 2021/1/2   | 土 | 第1戦 | 東4局1本場 | 四暗刻         | 堀慎吾     | 佐々木寿人 | 日向藍子   | 茅森早香   |
| 2020-21  | 14 | #572     | セミファイナル | 12/24   | 2021/4/20  | 火 | 第2戦 | 東3局      | 四暗刻         | 二階堂亜樹 | 黒沢咲     | 鈴木たろう | 松本吉弘   |
| 2020-21  | 15 | #582     | セミファイナル | 22/24   | 2021/4/29  | 木 | 第2戦 | 東1局1本場 | 四暗刻         | 瀬戸熊直樹 | 佐々木寿人 | 松本吉弘   | 内川幸太郎 |
| 2021-22  | 16 | #779     | セミファイナル | 3/24    | 2022/3/22  | 火 | 第1戦 | 南1局1本場 | 四暗刻         | 佐々木寿人 | 朝倉康心   | 魚谷侑未   | 内川幸太郎 |
| 2022-23  | 17 | #814     | レギュラー     | 2/188   | 2022/10/3  | 月 | 第2戦 | 南2局      | 四暗刻         | 本田朋広   | 近藤誠一   | 伊達朱里紗 | 瑞原明奈   |
| 2022-23  | 18 | #960     | レギュラー     | 148/188 | 2023/2/14  | 火 | 第2戦 | 南1局2本場 | 四暗刻（単騎） | 魚谷侑未   | 村上淳     | 二階堂亜樹 | 小林剛     |
| 2022-23  | 19 | #969     | レギュラー     | 157/188 | 2023/2/23  | 木 | 第1戦 | 南4局3本場 | 国士無双       | 堀慎吾     | 近藤誠一   | 園田賢     | 黒沢咲     |
| 2022-23  | 20 | #978     | レギュラー     | 166/188 | 2023/3/2   | 木 | 第2戦 | 南4局1本場 | 四暗刻         | 白鳥翔     | 園田賢     | 魚谷侑未   | 高宮まり   |
| 2022-23  | 21 | #1034    | ファイナル     | 11/16   | 2023/5/16  | 火 | 第1戦 | 東4局      | 四暗刻         | 滝沢和典   | 白鳥翔     | 松ヶ瀬隆弥 | 萩原聖人   |
| 2024-25  | 22 | #1402    | レギュラー     | 94/216  | 2024/12/5  | 木 | 第2戦 | 東2局      | 四暗刻         | 二階堂瑠美 | 茅森早香   | 堀慎吾     | 渡辺太     |
| 2024-25  | 23 | #1438    | レギュラー     | 130/216 | 2025/1/13  | 月 | 第2戦 | 東4局      | 大三元         | 浅井堂岐   | 堀慎吾     | 鈴木大介   | 鈴木優     |
| 2024-25  | 24 | #1506    | レギュラー     | 198/216 | 2025/3/13  | 木 | 第2戦 | 南2局      | 国士無双       | 渡辺太     | 松本吉弘   | 中田花奈   | 勝又健志   |
| 2024-25  | 25 | #1522    | レギュラー     | 214/216 | 2025/3/27  | 木 | 第2戦 | 南3局2本場 | 国士無双       | 堀慎吾     | 園田賢     | 松ヶ瀬隆弥 | 白鳥翔     |

- 和了者   放銃者
- 各家の表記は、その局における家を示す

## 配信・放送・スタッフ

### Mリーグ中継
ABEMA 麻雀チャンネルで試合日の19:00からリーグ戦の全試合を生配信する。生配信枠が19:00-24:00となっているため、試合及びインタビューが24時を過ぎる場合はABEMA 麻雀LIVEチャンネルでのリレー配信が行われる。
オフシーズンは印象に残った節を再配信する場合がある。
2024年11月18日からは上海中玺体育有限公司と提携して、中華人民共和国本土 向けの配信を開始した。bilibili、抖音（Douyin）、斗魚（DouYu）などを通じて視聴することができる。

#### 実況
中継番組での実況はプロ団体所属歴のある声優・ナレーターの小林未沙（元最高位戦）、プロ雀士の松嶋桃（協会）及び日吉辰哉（連盟、2019-20シーズンから） の3人が担当する。小林は2度の産休・育休期間があり、この間は松嶋と日吉が分担して担当した。
なお、3名以外では、2023-24シーズンに小林の体調不良に伴い、プロ雀士の古橋崇志（連盟）が急遽実況を担当したことがあり、2024-25シーズンにも不定期で実況を担当している。
| 年度    | 月       | 火       | 木       | 金       |
| ------- | -------- | -------- | -------- | -------- |
| 2018-19 | 松嶋桃   | 小林未沙 | 小林未沙 | 松嶋桃   |
| 2019-20 | 小林未沙 | 松嶋桃   | 日吉辰哉 | 松嶋桃   |
| 2020-21 | 小林未沙 | 松嶋桃   | 日吉辰哉 | 松嶋桃   |
| 2021-22 | 日吉辰哉 | 小林未沙 | 日吉辰哉 | 松嶋桃   |
| 2022-23 | 日吉辰哉 | 松嶋桃   | 日吉辰哉 | 小林未沙 |
| 2023-24 | 日吉辰哉 | 松嶋桃   | 日吉辰哉 | 小林未沙 |
| 2024-25 | 日吉辰哉 | 松嶋桃   | 小林未沙 | 日吉辰哉 |

- 実況担当のスケジュールならびにパブリックビューイングの都合により変動あり。

#### 解説
初年度においてはその日が試合日でないチームから1人または2人のMリーガーが招かれて解説を担当する「プレーヤー解説」が行われていたが、初年度のレギュラーシーズンの最終週に初めて、Mリーガーではない土田浩翔（最高位戦）や内川幸太郎（連盟、当時はMリーグ未所属）が単独で解説を務めた。2年目に土田浩翔が公式解説となり、週1回のペースで解説を務めたが、その他の曜日は依然としてプレーヤー解説が行われていた。2020-21シーズン以降は渋川難波（協会、当時はMリーグ未所属）が公式解説に加わり、さらに翌年以降は元Mリーガーらが公式解説に加わると共に、各団体のタイトルホルダーがゲスト解説として加わるようになった結果、現役Mリーガー以外の雀士が解説を務めることが原則となり、プレーヤー解説はシーズン前半戦（概ね隔週の出演）及びポストシーズンでの敗退チームからの出演程度に減少している。
公式解説
- 土田浩翔（最高位戦）：2019年-
- 渋川難波（協会）：2020年-2022年
- 藤崎智（連盟、元Mリーガー）：2021年-
- 河野直也（最高位戦）：2022年-
- 朝倉康心（最高位戦、元Mリーガー）：2022年-
- 石橋伸洋（最高位戦、元Mリーガー）：2022年-
- 村上淳（最高位戦、元Mリーガー）：2023年-
- 谷井茂文（RMU）：2024年-
- 忍田幸夫（麻将連合）：2024年-

#### インタビュー
試合後に選手へのインタビューが行われる（2019-20シーズンまではトップを獲った選手のみ、2020-21シーズン以降は原則として1着・4着の2名）。インタビュアーは当初フリーアナウンサーの松本圭世が原則1人で担当していたが、2020年12月の2日間、フリーアナウンサーの伊藤友里が担当した。伊藤は2021-22シーズンも週1回程度担当している。2023-24シーズンからは現役プロ雀士でもある声優の襟川麻衣子（連盟）もインタビュアーに加わる（2023-24シーズンは月・火・金は松本、木を伊藤と襟川が隔週で担当、2024-25シーズンは月・木は松本、火は襟川、金は伊藤が担当）。なお、伊藤は2025年2月に体調不良を理由にインタビュアーを降板している。

#### 対局舞台裏
2020-21シーズンからは本配信中のインタビューに呼ばれなかった2人を控え室近くの廊下に呼び、解説者によるインタビューが行なわれている。この模様は通称"裏インタビュー"と呼ばれていたが、のちに「対局舞台裏」のコンテンツ名で、ABEMAプレミアム限定で公開されている。2021-22シーズンは毎週月曜日にABEMAプレミアム限定でのマルチアングル放送において生配信されていた。

#### 中継スタッフ（24-25シーズン）
- 照明：テレック
- 美術：橋本昌和
- デザイン：内山真理子
- TP：田原健二
- TD：大塚高矢
- SW：和田薫、西田聡、木村徹、吉川英嗣
- CAM：村上俊介
- VE：須藤雅則
- AUD：井川崇
- 音響効果：小田切暁、伏見直樹、和田亮
- AR：小山忠彦、羽田野英治、金井田敏明、菊田俊介、玉井俊介、日浦康之
- ハイライト映像：小野愛、深沢功、光岡辰憲、市村美帆、柳澤論、岩村力
- エンディング映像：和田直也、筒井夏海、池田真央、櫻井杏奈
- オフショット撮影：林洋輔、高橋功人
- テロップ：堺由紀子、宮崎剛
- 点数計算：粟野大樹、神原健宏、佐治敏哲
- スタジオ技術：藤崎智、木島洋、伊野部智樹
- 広報：奥井智子
- 宣伝：中村直子
- 記事・編集：小松正明
- ヘアメイク：AICON、AKIRA HOROTAKI、little
- 制作総括：奥野達也、保﨑渓、奥山淳、古谷悟史
- FD：吉井優、染谷拓、高橋彩音、大橋直樹
- ディレクター：藤原明生、寺尾康佑、室井祐人
- ラインプロデューサー：渥美利喜生、金子雅之
- 演出：上田治
- 編成アシスタント：池間壱万林、平良敦也
- アートディレクター：山崎一平
- プロデューサー：張巧実
- ゼネラルプロデューサー：塚本泰隆
- 協力：フジアール、彩鶏、Tele TECH、Fmt、テレビ朝日クリエイト、デジデリック、TRUST、koasoby、たこプロ、モンキーレンチ、RTD
- 主題歌：UVERworld「WINGS ever」（ソニー・ミュージックレーベルズ）[注釈 28]
- 企画：藤田晋（Mリーグチェアマン）
- 制作・著作：ABEMA

### パブリックビューイング
2019シーズンは毎月1〜2回の割合で東京タワー近くのスターライズタワーかベルサール六本木でパブリックビューイングを開催した。
発足当初からMリーグ主催で年1回定期的に実施している有料のパブリックビューイングイベントとして「プレミアムナイト」があり、EXタワー（港区西麻布）内のEXシアター で開催している。来場はチケットぴあで購入したチケットが必要だが、開始1時間前以内はチケットを購入していない人のためにオフィシャルグッズの販売を行っている。内容は、出場節ではないチームから数チームのメンバー全員による生解説や試合を行った各チームとファンミーティング及び撮影会等が行われる他、対局前に全選手が集うステージイベント等が行われる。新型コロナウイルス感染拡大に伴い、2020年3月以降に予定されていたすべてのパブリックビューイングは中止となったが2021シーズンのファイナル最終日に復活している。2019-20シーズンには公式としては初めて東京以外の地方（香川県高松市）でも開催した。2023-24シーズンからは規模を拡大し、「スーパープレミアムナイト」と称して東京ドームシティホール（文京区後楽）で開催されている。2024年は3月26日、2025年は2月10日 に開催された。
また、2022-23シーズンからはユナイテッド・シネマ（ローソン・ユナイテッドシネマ）と提携し「全国一気通貫ツアー」と題して、以下の全国のユナイテッド・シネマでのパブリックビューイングイベントを開催している（MC陣から1名と当日出場しないチームのMリーガー2名が参加）。
- 2022-23シーズン（6箇所[75]）：札幌・金沢・岡崎・大津・福岡（キャナルシティ）・東京（豊洲）。
- 2023-24シーズン（9箇所[76]）：福岡（キャナルシティ）・札幌・新潟・宮城（大河原）・長崎・今治・枚方・浦添・東京（お台場）。
- 2024-25シーズン（11箇所[77]）：札幌・新潟・金沢・熊本・枚方・福岡（キャナルシティ）・豊橋・今治・浦添・横浜・東京（お台場）。

2018シーズンから比べても2019シーズンでは各チーム（ならびにチームのオーナー企業）が主催し、そのサポーター向けの社内パブリックビューイングの開催も増加している。2020シーズンは前述の新型コロナウイルス感染拡大による有観客でのPVが開催困難となっているため、"オンラインパブリックビューイング"としてYouTubeでの生配信に切り替えている（最初に実施したのは"クラブハウス配信"として毎試合実施している赤坂ドリブンズ。その後U-NEXTパイレーツやセガサミーフェニックス、KADOKAWAサクラナイツが月一ペースで実施。渋谷ABEMASはYouTubeではなくDMMオンラインサロン会員対象の生配信）。2022シーズンではKADOKAWAサクラナイツとセガサミーフェニックスが有観客でのPVを再開している。

### 熱闘!Mリーグ

#### 概要
1週間のダイジェストとトーク、所属選手のドキュメンタリーをABEMA NEWS とテレビ朝日（2019年10月6日深夜から） にて放送している。司会は田中裕二（爆笑問題）が務め、他にじゃい（インスタントジョンソン）がレギュラー出演する。
アシスタントMCは2018年いっぱいはAbemaTVアナウンサーの西澤由夏、滝山あかね、藤田かんなの3人がローテーションで担当。ナレーションもそれぞれ持ち回りで務める。2019年1月配信分よりアシスタントMCに須田亜香里（元SKE48）が就任。AbemaTVアナウンサーによるナレーションは継続。
2019年9月29日放送分までは生放送。テレビ朝日系列（一部地域を除く）と同時放送となった同年10月6日放送分以降はOA当日の22時から撮って出し（擬似生放送）の形での収録放送となる。いずれの場合も他のAbemaNEWSの番組と同様にテレビ朝日1階のEXけやき坂スタジオで収録されており、外から収録の様子を見る事もできる。テレビ朝日の編成上の都合により必ずしも同時放送とならないケースがある。
2019年10月13日深夜放送分はテレビ朝日では世界体操の中継により休止となり、AbemaTVでも、Newsチャンネルの性質上、令和元年東日本台風（台風19号）関連の情報を優先したため、翌日（10月14日）18時から1週間、Abemaビデオでの無料配信となった。2021年10月31日深夜放送分も第49回衆議院議員総選挙投開票に伴う、選挙特別番組（地上波『選挙ステーション 2021』・ABEMA『衆院選ライブ!｢全国の注目選挙区｣くまなく伝えますSP』 と『笑った人 泣いた人 衆院選 最新情報』）を終夜放送するため、翌日（11月1日）12時からABEMAビデオでの無料配信を行った。

#### 内容
1週間のリーグ戦全試合結果を伝える「週間！Mリーグ・ダイジェスト」と所属選手やゲストとトーク、Mリーガー36人の素顔に迫る「MリーガーHistory 36人の軌跡〜夢の切符を掴みし者〜」 等の週替わりでの独自企画で構成されている。月1でじゃいが気になった対局を紹介する「じゃいの目」を紹介している。

#### レギュラー
- MC：田中裕二（爆笑問題）[注釈 31]
- アシスタントMC：須田亜香里（元SKE48、2019年1月13日〜）[注釈 32]
- コメンテーター：じゃい（インスタントジョンソン）

#### 主なゲスト
- 萩原聖人（TEAM RAIDEN所属）
- 中田花奈（元乃木坂46、2023年シーズンよりBEASTJapanext所属）
- 児嶋一哉（アンジャッシュ）
- 波岡一喜
- やべきょうすけ
- 山本博（ロバート）
- 徳井健太（平成ノブシコブシ）
- 大村朋宏（トータルテンボス）
- 飯尾和樹（ずん）
- 小沢一敬（スピードワゴン）
- はなわ
- 本郷奏多
- 水崎綾女
- 入来茉里
- 村瀬紗英
- 武田雛歩（たけやま3.5、2019年12月15日に初出演[89]。2020年1月26日よりプロを目指すコーナーを開始[90]）
- 森田哲矢（さらば青春の光）
- じろう（シソンヌ）
- えなこ
- 武井壮
- 浜谷健司（ハマカーン）
- ケンドーコバヤシ
- お見送り芸人しんいち
- くっきー!（野性爆弾）
- こうちゃん
- 丸山桂里奈
- わちみなみ
- 椿彩奈
- 天木じゅん
- 森咲智美
- 鈴木ふみ奈
- 中川美優
- 十味
- 花咲れあ
- 香川愛生
- 小田あさ美
- 百合沙
- 飯窪春菜
- 川嶋美晴（元SKE48）
- 青海ひな乃（SKE48）
- 尾木波菜（≠ME）
- 因幡はねる（Vtuber）
- もこう

#### スタッフ
- ナレーション：白瀬ちゅうゐ、西澤由夏、瀧山あかね、藤田かんな（西澤以降はいずれか1名が週替わりで担当）
- 構成：J、尾林怜、沢田純平、関野樹
- 美術：小笠原吾郎
- 技術協力：テイクシステムズ、映像通信、戯音工房、ザ・ユニバース
- 美術協力：テレビ朝日クリエイト
- AD：渡辺、福田
- ディレクター：三宮浩嗣、高橋淳平、平田亮輔、古沢マサル、橋本薫
- チーフディレクター：和気光孝
- プロデューサー：柿野陽、濱崎賢一、西村駿介、原朋也
- 演出・プロデューサー：松本真樹
- 制作：MEW→BIG TAKE（2019年10月‐）[91]

### M.LEAGUE 〜Road To Champion〜
2019年4月5日からTOKYO MXにて放送しているダイジェスト番組。同年9月13日までは毎週金曜19:00から、10月3日から2020年3月19日までは毎週木曜19:58から、同年4月7日からは毎週火曜日16:00-17:00に放送している。
2019年4月5日から同年10月10日放送分までは2018年シーズンのダイジェストを、10月17日放送分以降は2019年シーズンのダイジェストを放送している。2020年6月30日放送分を以て終了した。

### Mリーグ〜白熱の戦い〜
2020年10月6日からBS朝日にて、毎週火曜日23:00-翌0:00に放送しているダイジェスト番組。シーズン期間中は直近1週間の模様のダイジェストとその中で最も盛り上がった対局のハイライトを放送する。シーズンオフ中はその年最も盛り上がった試合の傑作選を放送。
2023年11月21日・放送分は、直前（約20分前）に行われた北朝鮮による衛星ロケット発射のため、その報道により放送されず（本来の放送時間の1時間枠を超えても終了しなかったため）結局中止になり、その回は12月4日（月）2:00〜3:00（日曜・深夜）に放送された。
2024年7月23日放送分は、同日20:51 - 放送されていた『プロ野球マイナビオールスターゲーム2024 第1戦』中継の放送時間を延長したため、放送時間を70分繰り下げて翌0:10 - 1:10に放送予定だったが、同日22:06から翌0:00頃までBS朝日の放送機器の不具合によりCMが送出できなかったり、放送予定番組の一部が休止になる等の事案が発生した。当番組も番組編成上の都合により当該回を7月27日（土）0:00 - 1:00（金曜・深夜）に延期し放送した。

## 運営法人
Mリーグを運営する一般社団法人 Mリーグ機構は、リーグ発足に先立つ2018年6月29日に設立された一般社団法人で、初代チェアマンである藤田晋が代表理事を務め、参加チームのオーナー企業の代表者が理事を務めている。設立時は東京都渋谷区道玄坂1丁目12番1号（渋谷マークシティ）を所在地としていたが、初年度リーグ開始後の2018年11月16日に所在地を現在の東京都港区海岸2丁目1番16号（鈴与浜松町ビル）に移転している。
2025年5月現在の役員は以下の通り。
- 最高顧問 川淵三郎（日本トップリーグ連携機構 代表理事会長、日本サッカー協会 相談役）
- 代表理事 藤田晋（株式会社サイバーエージェント 代表取締役）
- 理事 降矢良幸（アース製薬株式会社 取締役・副社長執行役員）
- 理事 山下直久（株式会社KADOKAWA 取締役・代表執行役CHRO兼CLMO）
- 理事 沖田勝典（株式会社コナミアミューズメント 代表取締役社長）
- 理事 佐藤崇充（株式会社ジャパネットブロードキャスティング 社長執行役員）
- 理事 杉野行雄（株式会社セガ フェイブ 代表取締役社長執行役員 兼 株式会社セガ 代表取締役副社長執行役員Co-COO）
- 理事 角南源五（株式会社テレビ朝日 取締役副社長）
- 理事 中村光孝（株式会社電通 統括執行役員）
- 理事 山田覚（株式会社博報堂DYメディアパートナーズ 執行役員）
- 理事 堤天心（株式会社U-NEXT 代表取締役社長）
- 監事 井上智治（株式会社井上ビジネスコンサルタンツ 代表取締役）